# Fahrweg

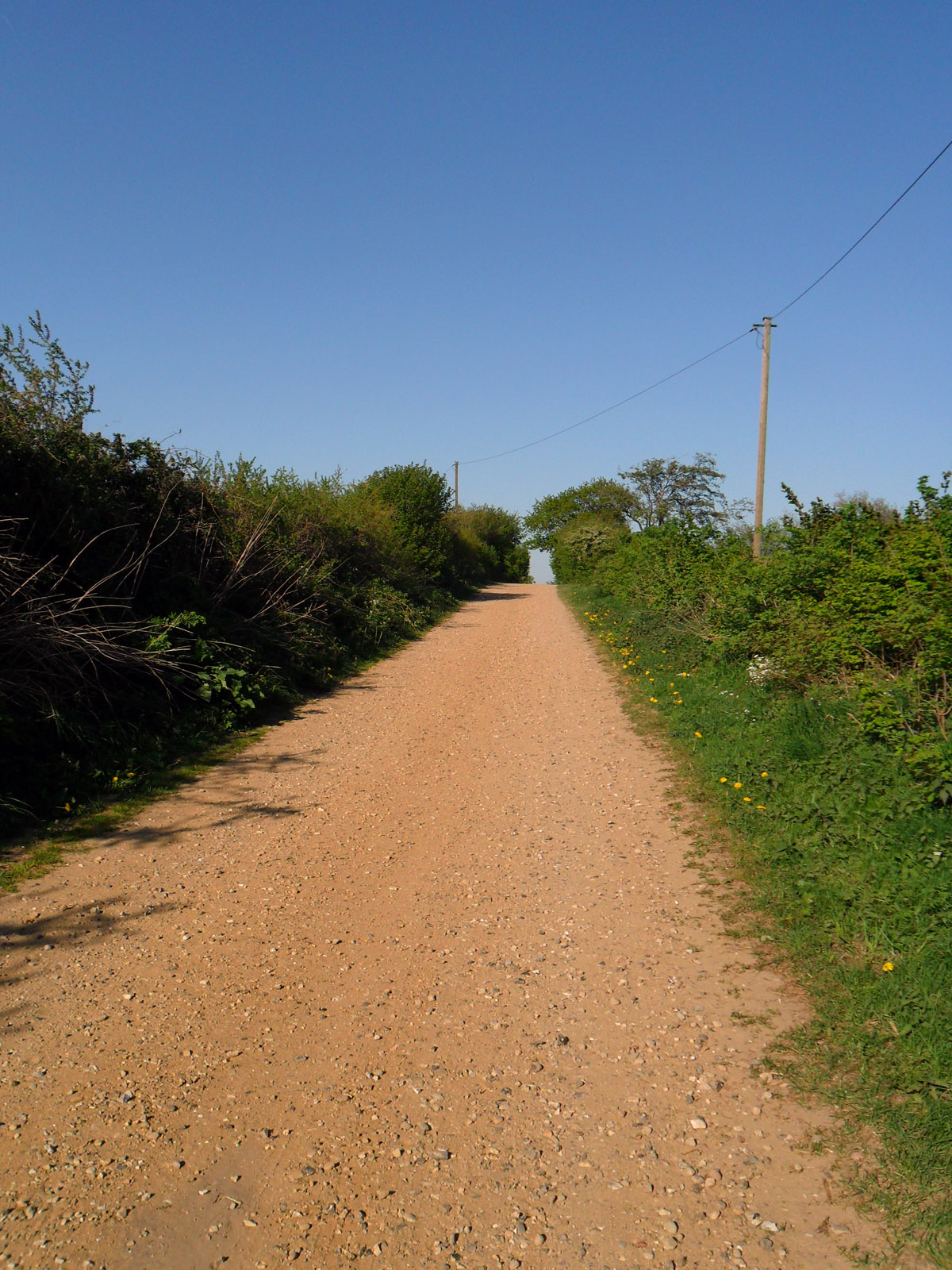
Unasphaltierter Fahrweg in Schleswig-Holstein

Ein Fahrweg oder Karrenweg ist ein einspuriger, meist ländlicher Verkehrsweg oder Güterweg mit einer Breite von 2 bis 3 Metern. Im Regelfall ist er nicht befestigt (siehe auch Hohlweg) oder lediglich etwas geschottert.
Häufig findet sich zwischen den beiden Spurrinnen ein etwas erhöhter Grasstreifen, doch kann bei lehmigem Boden die Mitte auch vertieft sein. Für allfälligen Gegenverkehr gibt es Ausweichen im Abstand einiger 100 m oder in Kurven, und bei steilen Engstellen im Gebirge oder vor Brücken manchmal niedrige Geländer und Prellsteine bzw. Radabweiser.
In landwirtschaftlichen Gebieten fallen die Fahrwege häufig mit dem Grenzverlauf von Gemeindegrenzen zusammen; im Zuge von Meliorationen sind sie in den letzten Jahrzehnten oft verlegt und begradigt worden. Auf Landkarten sind die Fahrwege meist durch eine strich-punktierte Signatur dargestellt.
Im Bahnbetrieb wird als Fahrweg ein bestimmter Gleisabschnitt zwischen zwei Punkten bezeichnet, der von einem Schienenfahrzeug befahren wird. Technisch gesicherte Fahrwege für Zug- oder Rangierfahrten werden als Fahrstraße bezeichnet.